# Gewestplanfraude
De gewestplanfraude was het schandaal waarbij de gewestplannen werden vervalst tijdens de goedkeuringsprocedure. Dat gebeurde op de opeenvolgende kabinetten van de staatssecretarissen Luc Dhoore, Mark Eyskens en Paul Akkermans (alle drie CVP) in de periode 1973-1981.
Van de aanvankelijke acht betichten werden zes kabinetsmedewerkers in beschuldiging gesteld, waaronder Leonard Quintelier (CVP), die daarvoor even in voorarrest zat. Het Hof van Beroep van Brussel kwam uiteindelijk niet toe aan een behandeling ten gronde, aangezien de zaak (ook volgens het parket) verjaard was in 1994. Sommige delen van de oorspronkelijke gewestplannen waren wel al door de Raad van State vernietigd.
De beklaagden hebben hun advocatenkosten (1.745.207 frank) terugbetaald gekregen uit de Vlaamse schatkist dankzij minister Theo Kelchtermans (CVP).
Tijdens het gerechtelijk onderzoek is het origineel van het gewestplan Aalst-Ninove-Geraardsbergen-Zottegem verloren gegaan.
In de periode 1987-1990 was in het Vlaams Parlement ook een onderzoekscommissie actief over de totstandkoming van het gewestplan Halle-Vilvoorde-Asse.